# Cyrtodactylus gordongekkoi
Cyrtodactylus gordongekkoi är en ödleart som beskrevs av  Das 1993. Cyrtodactylus gordongekkoi ingår i släktet Cyrtodactylus och familjen geckoödlor. IUCN kategoriserar arten globalt som otillräckligt studerad. Inga underarter finns listade i Catalogue of Life.